# Antoinette Sassou Nguesso
Antoinette Sassou Nguesso (sinh ngày 7 tháng 5 năm 1945 Brazzaville) là một giáo viên về hưu của Congo và là người của bàng chúng, người đã giữ vai trò Đệ nhất phu nhân của Cộng hòa Congo kể từ năm 1997 với tư cách là vợ của Tổng thống Denis Sassou Nguesso. Bà cũng giữ vị trí Đệ nhất phu nhân từ năm 1979 đến năm 1992 trong nhiệm kỳ tổng thống đầu tiên của chồng.

## Tiểu sử
Sassou Nguesso được sinh ra Antoinette Loemba Tchibota vào ngày 7 tháng 5 năm 1945, tại Brazzaville cho Pascal Loemba Tchibota và Marie-Louise Djembo. Cha mẹ bà, người gốc Kakamoéka, ly dị khi bà còn nhỏ. Mẹ bà sau đó đã tái hôn với người chồng thứ hai của mình, François Gallo Poto, anh em họ của Antoinette Gbetigbia Gogbe Yetene (? -1977), người vợ đầu tiên của Mobutu Sese Seko, Chủ tịch của Zaire. Mẹ của Sassou Nguesso, người được biết đến với cái tên Mama Poto Galo, qua đời vào tháng 1 năm 2005 và được chôn cất tại Nghĩa trang Gombe ở Kinshasa ở Cộng hòa Dân chủ Congo. Sau khi cha mẹ bà ly hôn, Sassou Nguesso được nuôi dưỡng ở cả Pointe-Noire và Brazzaville. Bà học tiểu học ở cả hai thành phố, trước khi đăng ký vào trường đại học nữ ở Mouyondzi.
Sassou Nguesso là một giáo viên đã nghỉ hưu. Sassou Nguesso là chủ tịch của một tổ chức phi chính phủ Congo, Quỹ hỗ trợ Congo (la Fondation Congo Aid), kể từ khi thành lập vào ngày 7 tháng 5 năm 1984.
Đệ nhất phu nhân thường xuyên đi du lịch với thợ làm tóc cá nhân của mình, nhà tạo mẫu Amédée Ebono có trụ sở tại Brazzaville, trong tất cả các chuyến đi chính thức.
Vào tháng 6 năm 2016, Sassou Nguesso đã được triệu tập để xuất hiện tại một tòa án Mỹ khi đi du lịch ở Washington DC  Vụ án bắt nguồn từ một vụ tranh chấp nợ nần năm 1980 giữa bàng ty Commisimpex của Mỹ và chính phủ Congo dưới thời Tổng thống Denis Sassou Nguesso. bàng ty duy trì rằng nó không bao giờ được bồi thường cho bàng việc của mình bởi chính phủ Sassou Nguesso. Đệ nhất phu nhân Sassou Nguesso được triệu tập lên tòa án Mỹ để trả lời các câu hỏi liên quan đến tài sản của gia đình bà, cũng như tài chính của chính phủ. Antoinette Sassou Nguesso bỏ qua trát đòi hầu tòa và không xuất hiện trước tòa.
Gia đình Sassou Nguesso vẫn là đối tượng của một số cuộc điều tra pháp lý và tài chính ở Mỹ và Pháp. Bộ Tư pháp Pháp đã tịch thu một tổ hợp bất động sản nằm ở quận 17 của Paris đã được mua với tên Antoinette Sassou Nguesso.